# Goniacidalia
Goniacidalia is een geslacht van vlinders van de familie spanners (Geometridae), uit de onderfamilie Sterrhinae.

## Soorten
- G. balmata Dyar, 1914
- G. furciferata Packard, 1873